# Hautot-le-Vatois
Hautot-le-Vatois är en kommun i departementet Seine-Maritime i regionen Normandie i norra Frankrike. Kommunen ligger i kantonen Fauville-en-Caux som tillhör arrondissementet Le Havre. År 2022 hade Hautot-le-Vatois 334 invånare.

## Befolkningsutveckling
Antalet invånare i kommunen Hautot-le-Vatois
| Referens: INSEE |